# Уэбб, Сэм

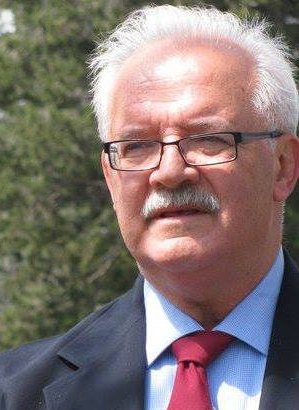

Сэмюэл «Сэм» Уэбб (англ. Samuel "Sam" Webb; род. 16 июля 1945 года, штат Мэн) — американский политик, лидер Компартии США в 2000—2014 гг.

## Биография
Родился 16 июля 1945 года в штате Мэн.
Вступил в молодёжное крыло Компартии США в 1972 году.
Получил степень магистра экономики в Коннектикутском университете.
Работал в профсоюзном движении.
В 1978—1988 годах руководитель Мичиганской партийной организации.
С 2000 года возглавлял Компартию США (был избран в 2000 году, переизбирался в 2001 и 2005 годах).
На президентских выборах 2004 года поддержал кандидата от Демократической партии США Джона Керри, за что подвергся критике со стороны старых членов коммунистической партии, считавших демократов и республиканцев партиями капиталистической диктатуры. Но Уэбб считал, что правление демократов предпочтительнее правлению республиканцев, так как (по мнению Уэбба) демократы учитывают интересы труда.
В мае 2007 года посещал Россию, встречался с 1-м зампредседателя ЦК КПРФ И. Мельниковым.
На президентских выборах 2008 года Уэбб поддержал Барака Обаму, назвав его «народным адвокатом».
4 февраля 2011 года он опубликовал свое скандальное эссе под названием «Партия социализма XXI века». В нем Уэбб излагал новую программу партии: резкое осуждение и критика Сталина, поддержка сексуальных меньшинств и поддержка Демократической партии США в качестве «наименьшего зла» и «прогрессивной партии». Программа Уэбба вызвала критику со стороны КПРФ, части компартии США, а также со стороны коммунистических партий Греции, Мексики, Германии и Канады, обвинивших Уэбба в переходе на сторону ревизионизма и капитализма.
В 2014 году Уэбб покинул должность председателя Национального комитета Коммунистической партии США, в 2015 году он вышел из рядов партии и потребовал её ликвидации, а на президентских выборах 2016 года поддержал кандидатуру Хиллари Клинтон.